# Dženan Lončarević
Dženan Lončarević (srbska cirilica Џенан Лончаревић), srbski pevec, * 10. april 1975, Prijepolje.
Dokončal je osnovno šolo v Prijepolju in srednjo glasbeno šolo v Sarajevu. Sprva je pel v Prijepolju in okolici, leta 2006 pa je pridobil prepoznavnost z nastopi v Beogradu. Leto zatem je izdal prvi album. Do leta 2015 je izdal pet albumov, odtlej pa snema single, od katerih so najbolj znani »Košava«, »Piješ, sine«, »Ne vraća se ljubav nikad« in drugi. Sodeloval je na Beoviziji (srbskem nacionalnem izboru za Pesem Evrovizije) 2019 s pesmijo »Nema suza« in se uvrstil na drugo mesto.
Zasebnega življenja ne izpostavlja javno. Poleg vokala igra kitaro.

## Albumi
- Nikome ni reč (2007)
- Dobro je to (2009)
- Zdravo dušo (2011)
- No. 4 (2013)
- Dva su koraka (2015)